# Copa Pernambuco
De Copa Pernambuco is de staatsbeker voor voetbalclubs uit de Braziliaanse staat Pernambuco. De competitie werd georganiseerd door de FPF. 

## Winnaars
- 1994 -  Ypiranga
- 1995 -  Desportiva Vitória
- 1996 -  Manchete
- 1997 -  Manchete
- 1998 -  Sport
- 1999 -  Porto
- 2000 -  Manchete
- 2001 -  Central
- 2002 -  Manchete
- 2003 -  Sport
- 2004 -  Desportiva Vitória
- 2005 -  Salgueiro
- 2006 - Niet gespeeld
- 2007 -  Sport
- 2008 -  Santa Cruz
- 2009 -  Santa Cruz
- 2010 -  Santa Cruz
- 2011 -  Náutico
- 2012 -  Santa Cruz
- 2013-2018 - Niet gespeeld
- 2019 -  Santa Cruz